# Playboi Carti
Pour les articles homonymes, voir Carter et Carti.
Playboi Carti, est un rappeur américain né le 13 septembre 1996 (ou en 1995 selon différentes sources ) à Atlanta. Il est l'un des rappeurs les plus célèbres de la génération SoundCloud et a notamment aidé à populariser le sous-genre de la rage.
Après avoir signé sur le label underground Awful Records dans sa ville d'origine, il rejoint le label AWGE d'A$AP Mob, filiale de Interscope Records.
Il crée finalement son propre label, filiale de Universal Record nommé “OPIUM“ (en référence à la fleur d'opium dont la sève est fréquemment utilisée comme drogue) en 2019, sur lequel il signe les artistes Ken Carson, Destroy Lonely et le duo Homixide Gang.
Il s'est principalement fait connaître en 2015 et en 2016 avec ses singles broke boi , Magnolia et wokeuplikethis.
Sa première mixtape sort en avril 2017 et comprend les singles Magnolia et wokeuplikethis* qui entrent dans le Billboard Hot 100. Son premier album studio Die Lit sort le 11 mai 2018 et se hisse à la troisième place du Billboard 200. Après une attente de deux ans, le deuxième album de Carti , Whole Lotta Red, est disponible le 25 décembre 2020 et débute à la première place du Billboard 200. Près de cinq ans après la publication de son dernier album, Playboi Carti sort, le 14 mars 2025, son troisième album studio MUSIC,,,.
Reconnu pour son style musical expérimental, passant volontiers de sonorités douces et vaporeuses à des ambiances trash et gothiques, il se démarque de la majorité des autres rappeurs par la rareté de ses apparitions médiatiques.

## Biographie

### Jeunesse
Jordan Terrell Carter naît et grandit à Riverdale, Atlanta. Il sort diplômé du lycée North Springs de Sandy Springs. Il commence sa carrière sous le nom de Sir Cartier avant d'adopter le nom de Playboi Carti. En tant que Sir Cartier, il dévoile son premier projet en 2012, une mixtape intitulée Young Misfit.

### Carrière

#### 2011-2016: les débuts
En 2016, il est invité sur la mixtape Cozy Tapes Vol. 1: Friends du A$AP Mob. En septembre 2016, il signe sur le label Interscope Records,.

#### 2017-2018:Playboi CartietDie Lit
Le 14 avril 2017, Playboi Carti publie son deuxième projet, une mixtape contenant des collaborations avec Lil Uzi Vert, Leven Kali et A$AP Rocky. Magnolia, titre majeur de la mixtape, atteint la 29e place du Billboard Hot 100
Le 28 février 2020, l'album est certifié platine par la RIAA. Album contenant les singles Magnolia certifié 3x platine; wokeuplikethis* certifié 2x platine et enfin New choppa et Lookin certifié singles d'or[Quoi ?].
La même année, Playboi Carti est nommé dans la XXL Freshman Class 2017[pertinence contestée].
En 2017, il collabore avec A$AP Rocky sur la chanson Summer Bummer de Lana Del Rey pour son album Lust for Life.
Le 25 août 2017, 4 mois après la sortie de sa mixtape, Playboi Carti apparait aussi sur presque tous les sons de l'album Cozy Tapes Vol. 2: Too Cozy du collectif A$AP Mob dont il fait partie.
En 2018, son premier album Die Lit sort le vendredi 11 mai. Cet album sort comme une surprise, car aucune date de sortie n'avait été donnée au préalable. Die Lit contient des collaborations avec Skepta, son ami de longue date Lil Uzi Vert, Nicki Minaj, Travis Scott, Pi'erre Bourne qui a produit la plupart des titres de l'album, Bryson Tiller, Chief Keef, Young Thug, Young Nudy et Red Coldhearted. Le 31 juillet 2019 l'album est certifié platine par la RIAA[source secondaire souhaitée]. Le single Shoota en collaboration avec Lil Uzi Vert est certifié platine le 14 février 2019.

#### 2019-2024:Whole Lotta Red
Le 25 décembre 2020 sort son deuxième album, Whole Lotta Red après plus de deux ans de teasing. L'album se compose de 24 titres et accueille d'autres rappeurs, de Future à Kid Cudi, en passant par Kanye West, producteur exécutif de l'album. La production a également été assurée par des collaborateurs fréquents de Carti tels que Pi'erre Bourne, Maaly Raw et Wheezy, mais également par de nouveaux producteurs, tels que F1lthy, qui furent essentiels dans la création de l'ambiance propre à l'album[source secondaire souhaitée].
À la sortie de l'album Playboi Carti fera la promotion de merchandising qui suscitera des réactions[source secondaire nécessaire]. Tantôt il sera accusé de plagiat sur les visuels de groupes musicaux comme Falling In Reverse ou encore Mortuary Drape, tantôt il sera accusé de satanisme par de nombreux internautes théoriciens du complot[source secondaire souhaitée].
Le magazine Rolling Stone voit cet album comme « l'arrivée d'un nouveau Playboi Carti, désormais paré de tresses rouge bonbon et d'un alter ego vampire ». Whole Lotta Red reçoit des avis plutôt positifs de la part des critiques musicaux mais divise le public.
Un an jour pour jour après sa sortie, l'album réintègre le Top 50 du Billboard 200 à la 47e place, et le magazine Rolling Stone le classe meilleur album Hip-Hop de l'année 2021.
Plus tard il fera la promotion d'un projet appelé « Narcissist ». Les fans ont alors penser à un nouveau projet musical, ce projet ne sera en fait qu'une opération de merchandising de produits exclusifs, dont un casque de moto[source secondaire souhaitée]. Puis Narcissist deviendra une tournée aux États-Unis qui sera par la suite nommé « King Vamp Tour ». Cette tournée est marquée par des performances criées, des jeux de lumières expérimentaux ainsi que d'autres éléments particuliers comme la présence de guitare électrique heavy metal ou encore de l'artiste entrant sur scène avec un Tank[source secondaire nécessaire].
Il teasera par la suite lors d'une interview, un nouveau projet musical sobrement nommé « MUSIC » en affirmant qu'au point où il en était ce n'était plus que ça, de la musique[source secondaire souhaitée].
L'album MUSIC sera finalement annoncé comme sortant en 2024 par DJ akademiks et par la sortie d'un single du même nom et de 6 autres morceaux sorties soit via Instagram ou Youtube[pertinence contestée], tout cela en plus d'une présence sur plusieurs featuring (notamment le morceau Timeless de The Weeknd et FE!N de Travis Scott). Malgré plusieurs annonces et une très forte attente autour du projet, l'album ne sortira finalement pas en 2024 provoquant une vive colère de la part de ses fans.

#### 2025-aujourd'hui:MUSIC
Le 14 mars 2025, Playboi Carti sort son troisième album studio MUSIC, après de longues années d'attente,,. L'album contient 30 titres et des collaborations avec Travis Scott, The Weeknd, Skepta, Future, Kendrick Lamar, Jhené Aiko, Lil Uzi Vert, Ty Dolla Sign et Young Thug. L'album explore divers genres et sous-genres, allant de la trap classique d'Atlanta à de l'éléctropop. On retrouve plusieurs sons réutilisant la « baby voice », grandement appréciée lors de l'album « Whole Lotta Red ». L'album a été très bien reçu par les fans puisque l'album finira la première semaine avec plus de 250 000 ventes. Le 25 mars, quatre morceaux sont ajoutés à l'album dans une version deluxe intitulée MUSIC - SORRY 4 DA WAIT.
Avec MUSIC, Playboi Carti devient le premier rappeur et le troisième artiste, après Taylor Swift et Morgan Wallen, à voir tous les titres d'un album de plus de 30 chansons figurer dans le Billboard Hot 100. Quelques jours après la sortie de MUSIC, Playboi Carti annonce sur les réseaux sociaux (et notamment sur Twitter) la sortie d'un nouvel album, qu'il dit vouloir sortir en 2025 appelé Babyboi (ou BBYBOI)

### Vie privée

#### Vie sentimentale
En 2017, il a brièvement fréquenté le mannequin américain Blac Chyna.
En 2018, Carti a eu une relation amoureuse avec Rubi Rose, une mannequin et rappeuse devenu célèbre après être apparu dans le clip de Bad and Boujee de Migos. Il aurait tiré avec une arme à feu en l'air après que Rubi lui ait caché ses téléphones avant qu'il ne monte à bord d'un vol. Carti affirme que son intention n'était pas de tirer sur Rubi Ils ont rompu après que Carti l'ait trompée avec Blac Chyna.
Plus tard en 2018, Carter a commencé à sortir avec le rappeuse australienne Iggy Azalea, qu'il a rencontré alors qu'il était en tournée à l'étranger. En décembre 2018, ils ont emménagé ensemble dans le quartier Buckhead d'Atlanta. Ils se sont séparés en décembre 2019. En 2020, Azalea a donné naissance au fils de Carti, prénommé Onyx. En décembre 2020, Iggy Azalea a révélé que Carti l'avait trompée et avait raté la naissance de son fils, et affirme dans un live Instagram qu'il était en train de jouer à la playstation avec le rappeur Lil Uzi Vert lors de son accouchement. Carti aurait refusé de signer l'acte de naissance de leur fils.
De 2020 à 2023, Carti aurait entretenu une relation avec la mannequin Brandi Marion, à qui la chanson Control, présente sur son album Whole Lotta Red, serait dédiée. Elle est la mère de son deuxième enfant, une fille prénommée Yves née en 2023. Carti confirme cette information dans le morceau HBA, publié le 19 décembre 2023.
Le rappeur est dénoncé à plusieurs reprises comme un père absent pour son fils et sa fille. Iggy Azalea a déclaré publiquement qu'elle élève son fils en tant que mère célibataire et que Playboi Carti n'est pas impliquée dans la vie de son fils et plus récemment en 2025 qu'elle n'avait pas eu de nouvelles de Playboi Carti ni vu celui-ci depuis plus de six mois. La majorité des fans critiquent vivement cet aspect de sa personnalité, le qualifiant fréquemment de « deadbeat » et cela, malgré ses publications de photos avec ses enfants sur les réseaux sociaux, en dépit de l’interdiction exprimée par les mères de ceux-ci.
Il serait en couple avec la mannequin Giovanna Ramos, également connue sous le nom de Gio, avec plusieurs publications sur Instagram montrant le duo ensemble.

## Affaires judiciaires
Playboi Carti est arrêté le 6 juillet 2017 pour violence domestique sur sa petite amie à l'aéroport international de Los Angeles. Il est libéré sous caution le lendemain,.
Playboi Carti a frappé un chauffeur à Gretna, en Écosse, lors de sa tournée de concerts en février 2018. Il a été condamné à une amende de 800 £ à l'issue d'un procès.
Le 4 avril 2020, en pleine période de confinement, Playboi Carti est arrêté par la police en Géorgie pour défaut de plaque d'immatriculation dans un premier temps. C'est en fouillant la voiture que les policiers trouvent de la drogue et des armes.
Le 21 septembre 2022, Playboi Carti est arrêté pour conduite imprudente. Des images de l'incident ont été diffusées le 9 janvier 2024[pertinence contestée].
Il est rapporté le 14 février 2023 que Playboi Carti avait été arrêté le 29 décembre 2022 pour agression criminelle après avoir prétendument étouffé sa petite amie, enceinte de 14 semaines. Carter a été libéré sous caution un jour après son arrestation.

## Style musical
Playboi Carti est connu pour sa technique de baby voice (« voix de bébé »), caractérisée par sa voix atteignant des hauteurs élevées avec des prononciations peu claires et des cadences frénétiques. Il a utilisé cette technique sur des chansons populaires comme Almeda avec Solange, Earfquake avec Tyler, the Creator, Pissy Pamper avec Young Nudy et Pi'erre Bourne et Teen X avec Future[source secondaire souhaitée]. À cela s'ajoute un flow fondé sur la répétition, trait caractéristique d'autres rappeurs contemporains tels que Lil Uzi Vert ou Young Thug. Il est l'un des premiers artistes à rendre la Plug Music populaire et commerciale, nouvelle branche de la Trap ayant émergé aux États-Unis[réf. nécessaire]. Cette popularisation s'est notamment faite grâce à son titre Plug sorti en 2015 et produit par le beatmaker MexikoDro.

## Influences
Playboi Carti a grandi en écoutant des artistes pop et R'n'B comme Prince, Michael Jackson et R. Kelly ainsi que des rappeurs, avec entre autres Lil Jon, Gucci Mane Jeezy et Lil Wayne. Influence cette fois-ci visuelle, la pochette de Whole Lotta Red, conçue par Art Dealer, fait référence au fanzine punk rock Slash,. Le style vestimentaire de Playboi Carti a pu être décrit comme androgyne, rappelant celui des Isley Brothers, de Prince ou bien de David Bowie. Pas de cet avis, le rappeur répond dans le morceau New Tank par la punchline (phrase choc) « they thought I was gay! » (« ils pensaient que j'étais gay! »),.
Playboi Carti est reconnu pour son sens de la mode. Il porte des marques telles que Chrome Hearts, Alyx et surtout Rick Owens il sortira une autre punchline quant à cette marque : "If Rick don't cut you check better sue" (si Rick ne te fais pas un chèque mieux vaut lui faire un procès). Il travaillera également avec Matthew Williams en tant qu'égérie pour Givenchy ou un lien fort entre les deux hommes va se créer. Son style initialement streetwear va devenir de plus en plus avant-gardiste au fur et à mesure du temps, au grand désarroi de certains de ses fans de la première heure, bien que son style ai toujours eu une esthétique proche de la mouvance punk[source secondaire nécessaire].

## Discographie

### Albums studio
- 2018 : Die Lit
- 2020 : Whole Lotta Red
- 2025 : MUSIC

### Mixtapes
- 2011 : THC: The High Chronical$
- 2012 : Young Misfit
- 2016 : In Abundance
- 2016 : Cash Cash
- 2017 : Playboi Carti

### EP
- 2014 : Red
- 2015 : death in tune
- 2016 : PLAYBOIFRE$H (avec Chris Fresh)

## Singles
- 2011 : Cry
- 2012 : Carolina Blue
- 2012 : $TEEZE
- 2012 : Blue Crystal$
- 2013 : $ ZOMB $
- 2013 : Outchea
- 2013 : 10kk a Couple Thousand$ for the Hoe$
- 2014 : YUNGXANHOE
- 2014 : Heavy
- 2014 : Holyfield
- 2014 : Bag (Interlude)
- 2014 : Talk
- 2014 : Lost
- 2014 : #PRAY #4 #ME
- 2014 : Smash
- 2014 : Smash pt. 2
- 2014 : By Myself / No Help
- 2015 : Chill Freestyle
- 2015 : Broke Boi
- 2015 : Mercedez
- 2015 : money counter
- 2015 : count it up
- 2015 : Fetti (avec Da$h & Maxo Kream)
- 2015 : Luh Da Feelin (avec Slug Christ)
- 2015 : Talk (ICYTWAT Remix) (avec ICYTWAT)
- 2015 : Robber (avec Ethereal)
- 2015 : Nobody
- 2015 : Don't Tell Nobody
- 2015 : Ohh
- 2015 : Terror Shit
- 2015 : Beef (avec Ethereal)
- 2015 : PlayboiFre$h Freestyle (avec Chris Fresh)
- 2015 : Sneak Dissin'
- 2015 : Run It
- 2016 : 3 Chains (avec Rich the Kid)
- 2016 : What (avec UnoTheActivist)
- 2016 : Ghost (avec Key!)
- 2016 : Sauce
- 2016 : Word to Yams
- 2016 : No Pressure (avec Rich the Kid)
- 2016 : Pump Fake (Freestyle)
- 2016 : Make Some Blow
- 2016 : Red Lean
- 2017 : Another Day (avec Lamb$)
- 2017 : Booted Up
- 2017 : Servin & Swervin (avec HoodRich Pablo Juan)
- 2017 : wokeuplikethis* (avec Lil Uzi Vert)
- 2017 : Lookin
- 2017 : Sleeping With My 9
- 2017 : Let It Go
- 2017 : Magnolia
- 2017 : New Choppa
- 2017 : We So Proud Of Him
- 2017 : Black n White
- 2017 : Crumbs (avec DRAM)
- 2017 : FireArm (avec Lil Uzi Vert)
- 2018 : Molly
- 2018 : All Of Them (avec Rich the Kid)
- 2018 : Bankroll (avec Lil Uzi Vert)
- 2018 : In the Lobby (avec Sosamann)
- 2018 : Lean 4 Real (avec Skepta)
- 2018 : R.I.P.
- 2018 : Love Hurts (avec Travis Scott)
- 2018 : Sunshine (avec Demotus & $onoma)
- 2018 : On Top (avec Rubi Rose)
- 2019 : Kid Cudi / Pissy Pamper
- 2019 : Paid In Full (avec SAFE)
- 2019 : Left Right (avec Lil Uzi Vert)
- 2020 : Dropped Out
- 2020 : I Took a Walk in the Woods, Now I'm Taller Than the Trees (avec Lord VZA)
- 2020 : @ Meh
- 2020 : @ Meh (Afraamix)
- 2020 : Nasty (avec A1Billionaire)
- 2020 : M3rtamorphosis
- 2021 : Miss the Rage (avec Trippie Redd)
- 2021 : Sky
- 2022 : Narcissist
- 2022 : Our De$tiny (avec ASAP Rocky & Evilgiane)
- 2023 : Popular (avec The Weekend & Madonna)
- 2023 : FEIN (avec Travis Scott)
- 2024 : ALL RED
- 2024 : Timeless (avec The Weekend)
- 2025 : BlickSum (avec Latto)